# Arturo Estrada Hernández
Arturo Estrada Hernández (originario de Panindícuaro, Michoacán, y nacido el 30 de julio de 1925) es un pintor mexicano y fue uno de los estudiantes del grupo de Frida Kahlo llamado “Los Fridos”. Estrada es conocido por su trabajo en murales, que permanece fiel al estilo figurativo e ideología del muralismo mexicano. Ha creado murales en diversas partes de la Ciudad de México, tanto en lugares públicos como privados, incluyendo uno que data de 1988, localizado en la estación del metro Centro Médico en la Ciudad de México.
Él imparte clases en la Escuela Nacional de Pintura, Escultura y Grabado "La Esmeralda", donde fue estudiante en 1948. Actualmente, se encuentra trabajando y viviendo en la Ciudad de México.

## Vida
Arturo nació el 30 de julio de 1925 en Panindícuaro, Michoacán. Cuando era niño comenzó su aprendizaje en el taller de arte de Miguel Moreno, posteriormente en 1941 —a la edad de diecisiete años— se mudó a la Ciudad de México para estudiar la secundaria. Al mismo tiempo, estudió en la Escuela Nacional de Pintura, Escultura y Grabado, “La esmeralda”, junto con Jorge Chávez Carrillo y bajo la tutela de Diego Rivera, Raúl Anguiano, José Chávez Morado y Frida Kahlo.
En 1943, Antonio M. Ruiz se convirtió en director de "La Esmeralda" y Estrada se convirtió en uno de los estudiantes privados de Frida Kahlo; "Los Fridos" (como serían conocidos estos alumnos) eran un grupo de cuatro estudiantes en el cual se encontraban incluidos Arturo García Bustos, Guillermo Monroy y Fanny Rabel.
En 1945, Arturo empezó a enseñar en la escuela de Pintura y Escultura "La Esmeralda", impartiendo las asignaturas: Pintura al Óleo y Temple, Pintura Mural y Taller de Desnudo. Unos años después, en 1946, en conjunto con otros pintores, se unió al grupo "Pintores Jóvenes Revolucionarios" para llevar este arte (a través de exposiciones) a los jardines de las diferentes delegaciones de la Ciudad de México. Junto con este grupo, el trabajo del maestro Estrada comenzó  en 1943 con un mural realizado en la pulquería "Santa Clarita". Sin embargo, en la década de los 60, este sitio desapareció.
Actualmente continúa viviendo y trabajando en la Ciudad de México.

## Carrera
En 1944, comenzó a trabajar por su cuenta, durante esta época creó los murales por los que hoy es más reconocido; uno de ellos fue llamado "Vida de las Lavanderas" y se pintó en unos lavaderos públicos que se encontraban en terrenos baldíos en Coyoacán, a estos terrenos se les llamó "Casa de la Mujer Josefa Ortiz de Domínguez". En ese mismo año, asistió a Diego Rivera en los mosaicos del Museo Anahuacalli; después, en el estadio de Ciudad Universitaria y apoyó a José Clemente Orozco en el mural exterior de la Escuela Normal.
En el año de 1946 pintó el "Baile de Tehuanas",  un fresco en el Hotel Posada del Sol. Entre 1951 y 1952, realizó un tríptico sobre la Independencia de México, en el Cine Narciso Mendoza de Cuautla, Morelos. Este mural se encuentra parcialmente destruido.
En 1952 pintó en una casa particular de San Ángel, un mural llamado: "Bañistas". En 1953, destacó en su colaboración con el maestro Juan O' Gorman, en el mosaico de piedra "El Aire" de la secretaría de Comunicación y Obras Públicas (SCOP), hoy Secretaría de Comunicaciones y Transportes.
El año de 1957 fue un año muy importante para el muralista Estrada, ya que aparte de pintar "Nuevo Laredo de Ayer y Hoy" — un mural de mosaico italiano, en la ciudad de Nuevo Laredo, Tamaulipas, para el exterior de la Planta Potabilizadora de la Junta de Mejoras Materiales—, obtuvo el premio William and Noma Copley. En 1961, el pintó su propio mural en acrílico llamado "La Juventud de San Luis Potosí y La Revolución de la Casa de la Juventud" en esa ciudad seguido por el Tríptico de Independencia en Cuautla.
También creó murales para el Museo de Arte Moderno en varias casas de la Ciudad de México, en Oaxaca, Nuevo Laredo y San Luis Potosí.
En 1966, pintó "la Vida de un Joyero", otro mural transportable en la casa de la familia Cabezas en la Ciudad de México. Cuatro años después, realizó  "Generales de la Revolución" para una casa particular en Panindícuaro, Michoacán. En 1976 formó parte de los organizadores de la exposición Intergrafik 76, en Berlín, Alemania.
En 1988, pintó el mural "Medicina tradicional y Medicina Contemporánea" en el metro Centro Médico, en la Ciudad de México. Este mural fue inaugurado con la inauguración de la estación en 1988.
También fue un pintor de caballete en su primera exhibición de su trabajo en 1945.  Desde entonces, ha tenido exposiciones individuales y colaborativas en diversas ubicaciones de México como el Palacio de Bellas Artes, el Museo de Ciencia y artes de la UNAM; y en otros países como Estados Unidos, China, Canadá, Venezuela, Colombia, Bulgaria, Polonia, Rumania, y la URSS. Una exposición individual fue en el Salón de la Plástica Mexicana, en el 2011. La mayoría de sus exposiciones han tenido lugar con el Frente Nacional de Artes Plásticas.
Empezó a enseñar arte en "La Esmeralda", en 1948, se convirtió en director de la escuela de 1983 a 1985. Fue reconocido como "Profesor Emeritus" por la Secretaría de Educación Pública en 1988. Hoy en día continúa dando clases en "La Esmeralda" e impartiendo talleres en otros lugares de México, como la Universidad de Colima.
En 157 Estrada recibe el premio "William and Norma Copley Foundation" en Chicago y el premio para el profesor de artes del Instituto Nacional de Bellas Artes en 1966. Él se vuelve miembro del Frente Nacional de Artes Plásticas, y en 1954 fue aceptado como miembro del Salón de la Plástica Mexicana.
En 1988, fue nombrado profesor jubilado por la Secretaría de Educación Pública. Sin embargo, aún continúa impartiendo clases en La Esmeralda, así como talleres en otros lugares en México, como en la Universidad de Colima.

## Arte
Estrada describe su trabajo como “una mezcla de lo popular con lo escondido”. Es conocido por el uso de una amplia variedad de colores brillantes, y su estilo que mezcla elementos del folklore mexicano, escenas típicas del país, flores y frutos. Sin embargo, muchos de sus trabajos tratan sobre la miseria de la existencia humana. Produjo trabajos en acrílico, mosaico (piedra e italiano), aceites, y murales en encáustico y fresco.
El trabajo de mural de Estrada sigue siendo fiel al estilo figurativo y la ideología del muralismo mexicano, el cual él cree se encuentra bastante presente en México y que es una de las expresiones artísticas que el país ha otorgado al mundo. Se considera a sí mismo “un pintor realista, con una ideología liberal en relación a la gente” y cree que el arte le pertenece a la gente. Aún cree que los temas sociales indispensables son la miseria, inseguridad, y falta de empleo.
Su trabajo de caballete es más personal. Su exhibición del 2011 posee obras en las que experimentó con elementos de impresionismo, neo impresionismo, constructivismo y surrealismo, mientras sostiene los temas sociales.